# تانيا فارس
تانيا فارس (Tania Fares) كاتبة أزياء لبنانية مستقرة في لندن. أسست مؤسسة فاشن ترست في عام 2011، وهي مؤسسة خيرية يدعمها مجلس الأزياء البريطاني. شاركت في " فاشن ترست العربية" في 2018 مع الرئيس المشارك لها، الشيخة المياسة بنت حمد بن خليفة آل ثاني، والتي تدعم مصممي الأزياء في منطقة الشرق الأوسط وشمال إفريقيا. أصبحت رئيسًا مشاركًا لمؤسسة (BFD) إلى جانب نارمينا ماراندي في عام 2021. شاركت تانيا في تأسيس فاشن ترست الولايات المتحدة في عام 2022 مع لورا براون وآن كرافورد وتان فرانس وسميرة نصر وكارلا ويلش.

## حياتها
ولدت تانيا في بيروت، ونشأت في باريس، حيث كان معلمها الأساسي في كل الأمور الجمالية هو عمها جوزيف أشقر، مصمم الديكور والمقتني الذي اختارته الحكومة الفرنسية مؤخرًا للإشراف على إصلاح فندق دي لا مارين (بالفرنسية Hôtel de la Marine) بقيمة 120 مليون دولار، في ساحة الكونكورد. حيث عَرفها بفنون المدينة ومتاحفها وحصلت على كورس تدريب مع بيير كاردان.
تعيش في لبنان في منزل فوق الجبال في بيروت، صممه نبيل غلام.

## المسيرة المهنية
أسست تانية مبادرتها غير الربحية فاشن ترست لدعم المصممين البريطانيين في المملكة المتحدة في عام 2011، وقامت بإطلاق "فاشن ترست العربية "، والتي خصصتها لدعم المصممين العرب في منطقة الشرق الأوسط وشمال أفريقيا.

## المؤلفات
- مساهم دائم في مجلة فوغ البريطانية.[10]
- هي وسارة مور في تأليف انتفاضة لندن: خمسون مصممي أزياء، مدينة واحدة(Phaidon, 2017: ISBN 978-0714873350).[11]
- شاركت هي وكريستا سميث في تأليف فاشن ان لا (بالإنجليزية Fashion in LA) (Phaidon 2019: ISBN 978-0714879246).